# Dalea foliolosa
Dalea foliolosa là một loài thực vật có hoa trong họ Đậu. Loài này được (Aiton) Barneby miêu tả khoa học đầu tiên.